# Бондаренко, Александр Иванович
Алекса́ндр Ива́нович Бондаре́нко (9 сентября 1922, Слободище, Подольская губерния — 20 августа 1997, Казань) — советский государственный и политический деятель, председатель исполнительного комитета Казанского городского Совета народных депутатов.

## Биография
Родился в 1922 году в селе Слободище (ныне — в Ильинецком районе Винницкой области). Член ВКП(б).
С 1941 года — на общественной и политической работе. Участник Великой Отечественной войны. В 1941—1985 гг. — работал на железнодорожном транспорте, заместитель начальника железнодорожной станции Муром, начальник технического отдела службы движения Казанской железной дороги, на партийной работе в Казани, второй секретарь Бауманского райкома КПСС, заведующий промышленно-транспортным отделом городского комитета КПСС, первый секретарь Приволжского районного комитета, второй секретарь Казанского городского комитета КПСС, председатель исполнительного комитета Казанского городского Совета народных депутатов.
Избирался депутатом Верховного Совета РСФСР 7-го, 8-го, 9-го, 10-го созывов.
Умер в Казани в 1997 году. Похоронен на Арском кладбище.
Именем Бондаренко была названа улица в Ново-Савиновском и Московском районах Казани.